# Milda Vainiutė
 (novembre 2017).
Si vous disposez d'ouvrages ou d'articles de référence ou si vous connaissez des sites web de qualité traitant du thème abordé ici, merci de compléter l'article en donnant les références utiles à sa vérifiabilité et en les liant à la section « Notes et références ».
Milda Vainiutė, née le 20 décembre 1962 à Zirnajai et morte le 13 septembre 2024 à Rokiškis, est une professeure et femme politique lituanienne. Elle est ministre de la Justice de 2016 à 2018.